# Юрсово
Юрсово — село в Земетчинском районе Пензенской области России, входит в состав Юрсовского сельсовета.

## География
Село расположено в 23 км к северо-западу от райцентра посёлка Земетчино, на востоке примыкает к центру сельсовета посёлку Пашково.

## История
Основано в середине XIX в. помещиком в Салтыковской волости Моршанского уезда Тамбовской губернии. В 1880-е гг. здесь помещичья экономия дворянина Василия Александровича Пашкова, у него всей земли здесь 15241 десятина, в том числе пашни – 1522, 10 тыс. – дровяного леса, водяная мельница, 20 лошадей, 11 лесных стражников. В те же годы при селе показан Юрсовский хутор почетного гражданина Петра Максимовича Киселева, у него более 1000 десятин в основном пахотной земли, в том числе 200 он отдавал в многолетнюю аренду за 1885 рублей в год и 400 десятин – погодно, в имении показано 15 рабочих и экипажных лошадей, 145 коров. В 1881 г. – 70 крестьянских дворов, 6 грамотных мужчин, один учащийся мальчик, 408 десятин надельной земли, 81 десятину крестьяне арендовали, 99 рабочих лошадей, 114 коров, 372 овцы, 75 свиней, 9 семей занимались пчеловодством (107 ульев), 11 садов с 435-ю плодовыми деревьями. В 1902 г. – пункт лесопереработки на железнодорожной ветке Кустарёвка — Вернадовка, построенной для вывозки леса. В 1913 г. – лесное владение наследников Пашкова.
С 1928 года село являлось центром Юрсовского сельсовета Земетчинского района Тамбовского округа Центрально-Чернозёмной области (с 1939 года — в составе Пензенской области). В годы коллективизации образован колхоз «Пятилетка». С 1941 по 1958 год село — в составе Салтыковского района, центральная усадьба колхоза имени Кагановича. В 1958 г. – один из крупнейших в области леспромхозов.

## Население
| 1862 | 1881 | 1897 | 1913 | 1926  | 1934  | 1936  |
| ---- | ---- | ---- | ---- | ----- | ----- | ----- |
| 309  | ↗422 | ↗652 | ↗885 | ↗1103 | ↗1364 | ↗2018 |
| 1959 | 1970 | 1979 | 1989 | 1996  | 2002  | 2010  |
| ↘898 | ↘668 | ↗961 | ↘612 | ↘385  | ↘311  | ↘257  |

## Известные люди
Родина генерал-полковника, заместителя начальника Генерального штаба Вооруженных Сил России (с января 2003 г.) Евгения Акимовича Карпова (1949-2018).